# Brasil na Copa do Mundo FIFA de 2022
O Brasil na Copa do Mundo FIFA de 2022 manteve a situação de único país a participar de todas as edições do torneio da FIFA. A edição de 2022 do torneio marcou a vigésima segunda vez que a Seleção Brasileira de Futebol participou da Copa do Mundo FIFA e a quinta vez em que defendeu o título de campeã.
O técnico foi Tite e o capitão Thiago Silva.  O Brasil era a equipe favorita nas casas de apostas. A seleção brasileira foi eliminada, pela segunda vez consecutiva nas quartas de final, ao ser derrotada pela Seleção Croata de Futebol na disputa por pênaltis após empatar o jogo em 1 a 1. O Brasil terminou em sétimo lugar na Copa do Mundo, a pior colocação desde a edição de 1990.

## Eliminatórias
Eliminatórias da Copa do Mundo FIFA de 2022 – CONMEBOL

## Classificação
|  | Seleções qualificadas para a Copa do Mundo de 2022 |
|  | Seleção qualificada para a repescagem              |
|  | Seleções eliminadas                                |

| Pos | Equipe    | Pts | J  | V  | E | D  | GP | GC | SG  | Classificado                |  | BRA | ARG  | URU | ECU | PER | COL | CHI | PAR | BOL | VEN |
| --- | --------- | --- | -- | -- | - | -- | -- | -- | --- | --------------------------- |  | --- | ---- | --- | --- | --- | --- | --- | --- | --- | --- |
| 1   | Brasil    | 45  | 17 | 14 | 3 | 0  | 40 | 5  | +35 | Copa do Mundo de 2022       |  | —   | CANC | 4–1 | 2–0 | 2–0 | 1–0 | 4–0 | 4–0 | 5–0 | 1–0 |
| 2   | Argentina | 39  | 17 | 11 | 6 | 0  | 27 | 8  | +19 | Copa do Mundo de 2022       |  | 0–0 | —    | 3–0 | 1–0 | 1–0 | 1–0 | 1–1 | 1–1 | 3–0 | 3–0 |
| 3   | Uruguai   | 28  | 18 | 8  | 4 | 6  | 22 | 22 | 0   | Copa do Mundo de 2022       |  | 0–2 | 0–1  | —   | 1–0 | 1–0 | 0–0 | 2–1 | 0–0 | 4–2 | 4–1 |
| 4   | Equador   | 26  | 18 | 7  | 5 | 6  | 27 | 19 | +8  | Copa do Mundo de 2022       |  | 1–1 | 1–1  | 4–2 | —   | 1–2 | 6–1 | 0–0 | 2–0 | 3–0 | 1–0 |
| 5   | Peru      | 24  | 18 | 7  | 3 | 8  | 19 | 22 | −3  | Repescagem intercontinental |  | 2–4 | 0–2  | 1–1 | 1–1 | —   | 0–3 | 2–0 | 2–0 | 3–0 | 1–0 |
| 6   | Colômbia  | 23  | 18 | 5  | 8 | 5  | 20 | 19 | +1  | Eliminados                  |  | 0–0 | 2–2  | 0–3 | 0–0 | 0–1 | —   | 3–1 | 0–0 | 3–0 | 3–0 |
| 7   | Chile     | 19  | 18 | 5  | 4 | 9  | 19 | 26 | −7  | Eliminados                  |  | 0–1 | 1–2  | 0–2 | 0–2 | 2–0 | 2–2 | —   | 2–0 | 1–1 | 3–0 |
| 8   | Paraguai  | 16  | 18 | 3  | 7 | 8  | 12 | 26 | −14 | Eliminados                  |  | 0–2 | 0–0  | 0–1 | 3–1 | 2–2 | 1–1 | 0–1 | —   | 2–2 | 2–1 |
| 9   | Bolívia   | 15  | 18 | 4  | 3 | 11 | 23 | 42 | −19 | Eliminados                  |  | 0–4 | 1–2  | 3–0 | 2–3 | 1–0 | 1–1 | 2–3 | 4–0 | —   | 3–1 |
| 10  | Venezuela | 10  | 18 | 3  | 1 | 14 | 14 | 34 | −20 | Eliminados                  |  | 1–3 | 1–3  | 0–0 | 2–1 | 1–2 | 0–1 | 2–1 | 0–1 | 4–1 | —   |

## Artilharia do Brasil
8 gols
- BRA Neymar

6 gols
- BRA Richarlison

3 gols
- BRA Lucas Paquetá
- BRA Philippe Coutinho
- BRA Raphinha
- BRA Roberto Firmino

2 gols
- BRA Antony
- BRA Éverton Ribeiro
- BRA Gabriel
- BRA Marquinhos

1 gol
- BRA Arthur
- BRA Bruno Guimarães
- BRA Casemiro
- BRA Rodrygo
- BRA Vinícius Júnior

## Assistentes do Brasil
8 Assistências
- BRA Neymar

3 Assistências
- BRA Bruno Guimarães

2 Assistências
- BRA Renan Lodi
- BRA Marquinhos
- BRA Gabriel Jesus
- BRA Raphinha

1 Assistências
- BRA Lucas Paquetá
- BRA Danilo
- BRA Antony
- BRA Fred
- BRA Roberto Firmino
- BRA Éverton Ribeiro

## Ciclo da Copa do Mundo
Dez dias após a na Copa do Mundo FIFA de 2018, Tite renovou o seu vínculo com a CBF por mais quatro anos.  Assim, o Brasil foi para duas copas seguidas com o mesmo treinador, a última vez havia sido com Telê Santana em 1982 e 1986. Tite ficou seis anos no comando, a última vez que o Brasil havia mantido um treinador por mais de cinco anos foi com Zagallo entre 1969 e 1974.
O Brasil conquistou a Copa América de 2019, título que não conquistava desde 2007, mas perdeu a Copa América de 2021 disputado no Brasil. A Argentina teve o seu primeiro título continental desde a última vez que venceu o torneio em 1993. Também foi a primeira vez na história da Copa América que a seleção brasileira foi derrotada em casa numa decisão.. O Brasil conquistou a medalha de ouro nos Futebol nos Jogos Olímpicos de Verão de 2020 treinado por André Jardine.
O Brasil se classificou para a Copa do Mundo com cinco rodadas de antecedência.  Nas Eliminatórias Sul-Americanas  foram 14 vitórias e apenas 3 empates, terminou invicto e com a maior pontuação da história da competição. Porém criticou-se que o Brasil não enfrentou as grandes seleções europeias, consideradas as melhores do planeta, razão pela qual muitos consideraram seus números “enganadores”. Romário: "Nós estamos próximos de uma Copa, eu não sei se dá exatamente tempo de uma mudança de treinador, mas não sou mais a favor do Tite pra treinador da seleção brasileira. Principalmente pelos resultados negativos que a Seleção vem adquirindo quando pega seleções iguais, pouco melhores ou muito melhores. A Seleção tem apresentado um futebol muito ruim. Tecnicamente falando, péssimo. E taticamente, então, nem se fala. Com essa forma de jogar, o Brasil vai ser atropelado. Tomara que eu esteja enganado".
No período o Brasil ficou mais de 3 anos sem um embate contra europeus, o último antes do mundial foi contra a República Tcheca em março de 2019. Desde o período entre 1950 e 1954, há 68 anos, que o Brasil não passava tanto tempo sem enfrentar seleções européias.  A CBF argumentou que marcar jogos contra seleções da Europa era difícil por conta de questões de calendário. Por outro lado, a Argentina enfrentou Itália e Estônia no período. Kylian Mbappé declarou: "A vantagem que temos aqui é que sempre jogamos partidas de alto nível. Temos a Nations, por exemplo. Quando chegamos na Copa, estamos prontos. Nesse aspecto, Brasil e Argentina não têm isso. Na América do Sul, o futebol não é tão avançado quanto na Europa. É por isso que, quando você olha para as últimas Copas, sempre são os europeus que ganham".
Outra crítica foi direcionada ao coordenador da seleção, Juninho Paulista, que não se desligou de sua empresa de gerenciamento de atletas. Tite saiu em defesa: "Eu e Juninho nos conhecemos, ele sendo meu atleta e eu técnico dele no Palmeiras. Sempre foi de muita retidão de lealdade. Na Seleção, em nenhum momento houve outro interesse que não fosse o da escolha dos melhores atletas. Nossa relação de confiança continua igual".
Em 2018, a família de Neymar foi a única que ficou hospedada no hotel da seleção em Sochi. Louise Costa, esposa do atacante Douglas Costa, chegou até a reclamar da mudança em uma rede social.  Em entrevista ao jornal O Estado de S. Paulo antes da Copa do Mundo, Tite admitiu que houve excessos e que seriam necessárias mudanças nesse ponto para o Mundial do Catar.
Com Dani Alves, 39 anos, e Thiago Silva, 38 anos, o Brasil teve os dois jogadores mais velhos do país a disputar uma Copa do Mundo.

## Escalação
Em 7 de novembro de 2022, o técnico Adenor Leonardo Bachi (Tite) anunciou a convocação dos seguintes jogadores:

### Goleiros
- 1. Alisson Becker - Liverpool, da Inglaterra
- 12. Weverton - Palmeiras, do Brasil
- 23. Ederson de Moraes - Manchester City, da Inglaterra

### Laterais
- 2. Danilo Luiz da Silva - Juventus, da Itália
- 6. Alex Sandro Lobo Silva - Juventus, da Itália
- 13. Daniel Alves - Pumas, do México
- 16. Alex Telles - Sevilla, da Espanha

### Zagueiros
- 3. Thiago Silva - Chelsea, da Inglaterra
- 4. Marcos Aoás Corrêa (Marquinhos) - PSG, da França
- 14. Éder Militão - Real Madrid, da Espanha
- 24. Gleison Bremer - Juventus, da Itália

### Meio-campistas
- 5. Casemiro - Manchester United, da Inglaterra
- 7. Lucas Paquetá - West Ham United, da Inglaterra
- 8. Frederico Rodrigues Santos (Fred) - Manchester United, da Inglaterra
- 15. Fábio Henrique Tavares (Fabinho) - Liverpool, da Inglaterra
- 17. Bruno Guimarães - Newcastle United, da Inglaterra
- 22. Everton Ribeiro - Flamengo, do Brasil

### Atacantes
- 9. Richarlison de Andrade - Tottenham, da Inglaterra
- 10. Neymar - PSG, da França
- 11. Raphael Dias Belloli (Raphinha) - Barcelona, da Espanha
- 18. Gabriel Jesus - Arsenal, da Inglaterra
- 19. Antony dos Santos - Manchester United, da Inglaterra
- 20. Vinicius Júnior - Real Madrid, da Espanha
- 21. Rodrygo Goes - Real Madrid, da Espanha
- 25. Pedro Guilherme Abreu dos Santos (Pedro) - Flamengo, do Brasil
- 26. Gabriel Martinelli - Arsenal, da Inglaterra

## Amistosos
| 23 de setembro | Brasil                             | 3 - 0     | Gana | Estádio Océane, França |
|                | Marquinhos 9' · Richarlison 28,40' | Relatório |      |                        |

| 27 de setembro | Brasil                                                          | 5 - 1     | Tunísia     | Parque dos Príncipes, França |
|                | Raphinha 11, 40' · Richarlison 19' · Neymar 29 (P)' · Pedro 74' | Relatório | Talbi 18' · |                              |

## Fase de grupos

### Grupo G
| Pos | Equipe   | Pts | J | V | E | D | GP | GC | SG | Classificado      |
| --- | -------- | --- | - | - | - | - | -- | -- | -- | ----------------- |
| 1   | Brasil   | 6   | 3 | 2 | 0 | 1 | 3  | 1  | +2 | Fase eliminatória |
| 2   | Suíça    | 6   | 3 | 2 | 0 | 1 | 4  | 3  | +1 | Fase eliminatória |
| 3   | Camarões | 4   | 3 | 1 | 1 | 1 | 4  | 4  | 0  | Eliminado         |
| 4   | Sérvia   | 1   | 3 | 0 | 1 | 2 | 5  | 8  | −3 | Eliminado         |

| 24 de novembro | Estádio Al Janoub |     |        |                            |
| 22:00          | Brasil            | 2–0 | Sérvia | Estádio Nacional de Lusail |
| 28 de novembro |                   |     |        |                            |
| 19:00          | Brasil            | 1–0 | Suíça  | Estádio 974                |
| 2 de dezembro  |                   |     |        |                            |
| 22:00          | Camarões          | 1–0 | Brasil | Estádio Nacional de Lusail |

### Brasil × Sérvia
O Brasil estreou vencendo a Sérvia por 2 a 0. A Sérvia, sendo considerada a sucessora oficial da Seleção Iugoslava, como Iugoslávia, enfrentou o Brasil quatro vezes na fase de grupos da Copa do Mundo da FIFA, em 1930, 1950, 1954 e 1974, com uma vitória para cada e dois empates. 
Thiago Silva se tornou o jogador mais velho do país a disputar uma Copa.
Aos 38 anos, o zagueiro superou o lateral Djalma Santos, que tinha 37 no Mundial de 1966. Neymar deixou o campo chorando por causa de lesão no tornozelo direito aos 22min do segundo tempo e só voltaria nas oitavas de final.
Depois de um primeiro tempo sem gols, Richarlison abriu o placar para o Brasil aos 62 minutos. Richarlison fez 2 a 0 onze minutos depois, quando controlou a bola de Vinicius Junior antes de finalizar à esquerda da rede com um chute acrobático de pé direito por cima do ombro. Casemiro acertou a trave e Fred também teve um chute defendido com o Brasil vencendo por 2 a 0.
O técnico sérvio, Dragan Stojkovic, culpou a parte física: "Acho que foi fundamental que no segundo tempo estivemos mal fisicamente, para não dizer desastrosos, o que foi surpreendente para mim. Estou chocado com o quanto caímos nessa questão, e gostaria de saber por que isso aconteceu. O Brasil é um time muito experiente e soube aproveitar isso". Tostão questionou: "Após um primeiro tempo discreto, o Brasil teve uma excelente atuação contra a Sérvia. Isso ocorreu pela excessiva ansiedade na primeira etapa, pelo cansaço e pelo recuo dos sérvios, pelo posicionamento mais defensivo de Paquetá ou pela maneira mais vibrante e intensa do time brasileiro?"
| 24 de novembro | Brasil               | 2 – 0     | Sérvia | Estádio Nacional de Lusail, Lusail           |
| 22:00          | Richarlison 62', 73' | Relatório |        | Público: 88 103 Árbitro: IRN Alireza Faghani |

| Brasil | Sérvia |

| GK             | 1  | Alisson                |
| RB             | 2  | Danilo                 |
| CB             | 4  | Marquinhos             |
| CB             | 3  | Thiago Silva           |
| LB             | 6  | Alex Sandro            |
| CM             | 5  | Casemiro               |
| CM             | 7  | Lucas Paquetá 75'      |
| RW             | 11 | Raphinha 87'           |
| AM             | 10 | Neymar 79'             |
| LW             | 20 | Vinícius Júnior 75'    |
| CF             | 9  | Richarlison 79'        |
| Substituições: |    |                        |
| CM             | 8  | Fred 75'               |
| LW             | 21 | Rodrygo 75'            |
| CF             | 18 | Gabriel Jesus 79'      |
| AM             | 19 | Antony 79'             |
| RW             | 26 | Gabriel Martinelli 87' |
| Treinador:     |    |                        |
| Tite           |    |                        |

| GK               | 23 | Vanja Milinković-Savić  |
| CB               | 5  | Miloš Veljković         |
| CB               | 4  | Nikola Milenković       |
| CB               | 2  | Strahinja Pavlović 7'   |
| DM               | 8  | Nemanja Gudelj 49' 57'  |
| CM               | 16 | Saša Lukić 64' 66'      |
| CM               | 20 | Sergej Milinković-Savić |
| RW               | 14 | Andrija Živković 57'    |
| AM               | 10 | Dušan Tadić             |
| LW               | 25 | Filip Mladenović 66'    |
| CF               | 9  | Aleksandar Mitrović 83' |
| Substituições:   |    |                         |
| DM               | 24 | Ivan Ilić 57'           |
| RW               | 7  | Nemanja Radonjić 57'    |
| CM               | 22 | Darko Lazović 66'       |
| LW               | 18 | Dušan Vlahović 66'      |
| CF               | 6  | Nemanja Maksimović 83'  |
| Treinador:       |    |                         |
| Dragan Stojković |    |                         |

| Homem do Jogo: Richarlison Bandeirinhas: Mohammadreza Mansouri Mohammadreza Abolfazli Quarto árbitro: Maguette N'Diaye Quinto árbitro: El Hadji Samba Árbitro assistente de vídeo: Taleb Al Marri Árbitros assistentes de árbitro de vídeo: Muhammad Taqi Anton Shchetinin Pol van Boekel Ashley Beecham |

### Brasil × Suíça
O Brasil começou o jogo sem o lesionado Neymar, que foi descartado até o final da fase de grupos. O único gol da partida foi marcado por Casemiro aos 83 minutos, quando seu chute desviado com o pé direito de dentro da área acertou no canto direito da rede.. Alex Sandro saiu lesionado aos 86 min.
Segundo a Folha de S.Paulo: "Parte da etapa inicial foi gasta com os meias brasileiros rodando a bola de um lado para o outro, à espera da chance para um passe mais incisivo. Foi quando ficou claro o peso que tem a ausência de Neymar. Sem o atacante, lesionado, a seleção se torna mais previsível, e o adversário pode se concentrar mais em anular as jogadas pelas pontas. Cansado do que viu em campo, Tite mandou Rodrygo se aquecer um minuto antes do intervalo. A aposta mais esperada era a saída de Fred. Mas o escolhido foi Lucas Paquetá, justamente quem deveria fazer a função de Neymar em campo. Depois entrou Bruno Guimarães para dar ainda mais força ofensiva à equipe." O técnico suiço, Murat Yakın, criticou sua equipe: "Tivemos bons momentos. Talvez com melhor cruzamento poderíamos ter um resultado diferente, poderíamos ter um jogo com maior profundidade, foi aí que nos faltou coragem". O inglês "The Guardian" lembrou a ausência de Neymar. "O maravilhoso voleio de Casemiro, despachado com a parte externa do pé direito, impulsionou os favoritos para a fase eliminatória, mas grande parte do jogo enfatizou precisamente por que todo o foco pré-jogo se concentrou em um homem [Neymar] que não a seria capaz de estar em campo." 
| 28 de novembro | Brasil       | 1 – 0     | Suíça | Estádio 974, Doha                        |
| 19:00          | Casemiro 83' | Relatório |       | Público: 43 649 Árbitro: SLV Iván Barton |

| Brasil | Suíça |

| GK             | 1  | Alisson             |
| RB             | 14 | Éder Militão        |
| CB             | 4  | Marquinhos          |
| CB             | 3  | Thiago Silva        |
| LB             | 6  | Alex Sandro 86'     |
| DM             | 5  | Casemiro            |
| CM             | 7  | Lucas Paquetá 46'   |
| CM             | 8  | Fred 52' 58'        |
| RF             | 11 | Raphinha 73'        |
| CF             | 9  | Richarlison 73'     |
| LF             | 20 | Vinícius Júnior     |
| Substituições: |    |                     |
| FW             | 21 | Rodrygo 46'         |
| MF             | 17 | Bruno Guimarães 58' |
| FW             | 18 | Gabriel Jesus 73'   |
| FW             | 19 | Antony 73'          |
| DF             | 16 | Alex Telles 86'     |
| Treinador:     |    |                     |
| Tite           |    |                     |

| GK             | 1  | Yann Sommer             |
| RB             | 3  | Silvan Widmer 86'       |
| CB             | 5  | Manuel Akanji           |
| CB             | 4  | Nico Elvedi             |
| LB             | 13 | Ricardo Rodríguez       |
| CM             | 8  | Remo Freuler            |
| CM             | 10 | Granit Xhaka            |
| RW             | 25 | Fabian Rieder 50' 58'   |
| AM             | 15 | Djibril Sow 76'         |
| LW             | 17 | Ruben Vargas 58'        |
| CF             | 7  | Breel Embolo 76'        |
| Substituições: |    |                         |
| DF             | 2  | Edimilson Fernandes 58' |
| DF             | 11 | Renato Steffen 58'      |
| MF             | 14 | Michel Aebischer 76'    |
| FW             | 9  | Haris Seferović 76'     |
| MF             | 20 | Fabian Frei 86'         |
| Treinador:     |    |                         |
| Murat Yakin    |    |                         |

| Homem do Jogo: Casemiro Bandeirinhas: David Morán Zachari Zeegelaar Quarto árbitro: Saíd Martínez Quinto árbitro: Walter López Árbitro assistente de vídeo: Drew Fischer Árbitros assistentes de árbitro de vídeo: Armando Villarreal Kathryn Nesbitt Fernando Guerrero Mahmoud Abouelregal |

### Camarões × Brasil
O Brasil jogou com 11 reservas e perdeu por 1 a o para Camarões. Apesar da derrota do Brasil para Camarões, o Brasil garantiu sua primeira posição na fase eliminatória. Camarões se tornou a primeira seleção africana a derrotar o Brasil em uma Copa do Mundo, enquanto esta vitória também se tornou a primeira vitória de Camarões em uma Copa do Mundo desde 2002. 
Dani Alves foi o capitão do Brasil nesse jogo. Por estar no Pumas do México e ter 39 anos, a convocação do lateral foi bastante questionada. Dani Alves ultrapassou Thiago Silva como o jogador mais velho do país a disputar um jogo de Copa do Mundo. Juninho Paulista revelou: "Foi um tema bastante discutido. Nas primeiras viagens, o Fábio Mahseredjian (preparador físico) e o Guilherme (Passos, fisiologista) se assustaram com a performance do Daniel. Tanto que ele não foi convocado nessas duas convocações antes da Copa. Por conta da performance, da forma física dele, então foi falado para ele. Desde então, o Dani fez tudo aquilo que nós sugerimos, da parte fisiológica e física. Mas foi realmente uma discussão grande em torno dele. Na nossa avaliação, ele merecia a convocação. Eu acho que também um pouco por falta de concorrência nesse nível. Acho que também pelo que ele representava, para os atletas e para a Seleção, pela resposta que deu quando estava mal. Então, a minha opinião final era de que deveríamos convocar."
Gabriel Jesus e Alex Telles tiveram lesões e foram cortados da copa do mundo após o jogo. Jesus chegou a 8 jogos sem marcar gol pelo Brasil em Copas do Mundo. Entre todos os atacantes que jogaram a Copa pela seleção desde 1930, Jesus é o terceiro com mais partidas disputadas sem marcar gol, atrás apenas de Denilson, que disputou 12 jogos em 1998 e 2002, e Paulo Cézar Lima, que jogou 9 partidas em 1970 e 1974.
| 2 de dezembro | Camarões        | 1 – 0     | Brasil | Estádio Nacional de Lusail, Lusail         |
| 22:00         | Aboubakar 90+2' | Relatório |        | Público: 85 986 Árbitro: USA Ismail Elfath |

| Camarões | Brasil |

| GK             | 16 | Devis Epassy                 |
| RB             | 19 | Collins Fai 32'              |
| CB             | 4  | Christopher Wooh             |
| CB             | 24 | Enzo Ebosse                  |
| LB             | 25 | Nouhou Tolo 6'               |
| CM             | 8  | André-Frank Zambo Anguissa   |
| CM             | 15 | Pierre Kunde 28' 68'         |
| RW             | 20 | Bryan Mbeumo 64'             |
| AM             | 13 | Eric Maxim Choupo-Moting     |
| LW             | 6  | Moumi Ngamaleu 86'           |
| CF             | 10 | Vincent Aboubakar 81', 90+3' |
| Substitutions: |    |                              |
| FW             | 12 | Karl Toko Ekambi 64'         |
| MF             | 22 | Olivier Ntcham 68'           |
| DF             | 2  | Jerome Ngom Mbekeli 86'      |
| Treinador:     |    |                              |
| Rigobert Song  |    |                              |

| GK             | 23 | Ederson                 |
| RB             | 13 | Daniel Alves            |
| CB             | 14 | Éder Militão 7'         |
| CB             | 24 | Bremer                  |
| LB             | 16 | Alex Telles 54'         |
| CM             | 15 | Fabinho                 |
| CM             | 8  | Fred 54'                |
| RW             | 19 | Antony 79'              |
| AM             | 21 | Rodrygo 54'             |
| LW             | 26 | Gabriel Martinelli      |
| CF             | 18 | Gabriel Jesus 64'       |
| Substitutions: |    |                         |
| DF             | 4  | Marquinhos 54'          |
| MF             | 22 | Éverton Ribeiro 54'     |
| MF             | 17 | Bruno Guimarães 85' 54' |
| FW             | 25 | Pedro 64'               |
| FW             | 11 | Raphinha 79'            |
| Treinador:     |    |                         |
| Tite           |    |                         |

| Homem do Jogo: Devis Epassy Bandeirinhas: Kyle Atkins Corey Parker Quarto árbitro: Ma Ning Quinto árbitro: Shi Xiang Árbitro assistente de vídeo: Alejandro Hernández Árbitros assistentes de árbitro de vídeo: Juan Martínez Pau Cebrián Devís Ricardo de Burgos Bengoetxea Roberto Díaz Pérez |

## Classificação
- O vencedores do Grupo G avança para enfrentar o segundo classificado do Grupo H .

## Disciplina
Os pontos de fair play foram usados como critério de desempate se os registros gerais e de confronto direto das equipes estivessem empatados. Estes são calculados com base nos cartões amarelos e vermelhos recebidos em todas as partidas do grupo da seguinte forma:
- primeiro cartão amarelo: menos 1 ponto;
- cartão vermelho indireto (segundo cartão amarelo): menos 3 pontos;
- cartão vermelho direto: menos 4 pontos;
- cartão amarelo e cartão vermelho direto: menos 5 pontos;

Apenas uma das deduções acima pode ser aplicada a um jogador em uma única partida.
| Seleções | Jogo 1                        | Jogo 1                            | Jogo 1  | Jogo 1               | Jogo 2                        | Jogo 2                            | Jogo 2  | Jogo 2               | Jogo 3                        | Jogo 3                            | Jogo 3  | Jogo 3               | Pontos |
| Seleções | Penalizado com cartão amarelo | Penalizado · Penalizado · Expulso | Expulso | Penalizado · Expulso | Penalizado com cartão amarelo | Penalizado · Penalizado · Expulso | Expulso | Penalizado · Expulso | Penalizado com cartão amarelo | Penalizado · Penalizado · Expulso | Expulso | Penalizado · Expulso | Pontos |
| -------- | ----------------------------- | --------------------------------- | ------- | -------------------- | ----------------------------- | --------------------------------- | ------- | -------------------- | ----------------------------- | --------------------------------- | ------- | -------------------- | ------ |
| Brasil   |                               |                                   |         |                      | Fred                          |                                   |         |                      | Militão, Bruno Guimarães      |                                   |         |                      | –3     |

## Oitavas de final
Nas oitavas de final, o Brasil derrotou a Coréia do Sul por 4 a 1. O Brasil contou com os retornos de Neymar e Danilo, lesionados desde o jogo de estreia. Com a lesão de Alex Telles contra Camarões e Alex Sandro contra a Suiça, Tite improvisou Éder Militão na esquerda. Paulo Cézar Lima: "Diferente de Sérvia e Suíça, que se fecharam na zaga e tentaram surpreender o Brasil no contra-ataque, os coreanos partiram para tudo ou nada, deram espaço para os nossos atacantes e o resultado foi logo uma goleada de 4 a 0 no primeiro tempo."
Vinícius Júnior abriu o placar para o Brasil aos 7 minutos, ao acertar um chute lateral à direita da rede, passando por três zagueiros coreanos na linha. O Brasil ganhou um pênalti seis minutos depois, sofrido por Richarlison, Neymar marcou o pênalti com um chute rasteiro no canto direito. Richarlison fez 3 a 0 aos 29 minutos, quando controlou a bola com a cabeça antes de receber a bola de volta de Thiago Silva e passar para o canto esquerdo da rede. Lucas Paquetá fez o quarto gol aos 36 minutos, quando chutou rasteiro no canto esquerdo da rede com o pé direito após cruzamento de Vinícius Júnior. A Coreia do Sul reduziu a diferença no segundo tempo, quando Paik Seung-ho finalizou à direita da rede a 30 metros de distância. Com dez minutos restantes e ganhando por três gols, o goleiro Alisson foi substituído pelo terceiro escolhido Weverton, tornando o Brasil o primeiro time a usar 26 jogadores diferentes em uma Copa do Mundo. 
A partida foi a última realizada no Estádio 974 antes de sua demolição.
| 5 de dezembro           | Brasil                                                                       | 4 – 1     | Coreia do Sul     | Estádio 974, Doha                           |
| 22:00 (UTC+3) Histórico | Vinícius Júnior 7' · Neymar 13' (pen.) · Richarlison 29' · Lucas Paquetá 36' | Relatório | Paik Seung-Ho 76' | Público: 43 847 Árbitro: FRA Clément Turpin |

| Brasil | Coreia do Sul |

| GK             | 1  | Alisson            |  | 80' |
| RB             | 14 | Éder Militão       |  | 63' |
| CB             | 4  | Marquinhos         |  |     |
| CB             | 3  | Thiago Silva       |  |     |
| LB             | 2  | Danilo             |  | 72' |
| CM             | 5  | Casemiro           |  |     |
| CM             | 7  | Lucas Paquetá      |  |     |
| RW             | 11 | Raphinha           |  |     |
| AM             | 10 | Neymar             |  | 80' |
| LW             | 20 | Vinícius Júnior    |  | 72' |
| CF             | 9  | Richarlison        |  |     |
| Substituições: |    |                    |  |     |
| DF             | 13 | Daniel Alves       |  | 63' |
| FW             | 26 | Gabriel Martinelli |  | 72' |
| DF             | 24 | Bremer             |  | 72' |
| GK             | 12 | Weverton           |  | 80' |
| FW             | 21 | Rodrygo            |  | 80' |
| Treinador:     |    |                    |  |     |
| Tite           |    |                    |  |     |

| GK             | 1  | Kim Seung-gyu  |     |     |
| RB             | 15 | Kim Moon-hwan  |     |     |
| CB             | 4  | Kim Min-jae    |     |     |
| CB             | 19 | Kim Young-gwon |     |     |
| LB             | 3  | Kim Jin-su     |     | 46' |
| RM             | 10 | Lee Jae-sung   |     | 74' |
| CM             | 5  | Jung Woo-young | 44' | 46' |
| CM             | 6  | Hwang In-beom  |     | 65' |
| LM             | 11 | Hwang Hee-chan |     |     |
| CF             | 9  | Cho Gue-sung   |     | 80' |
| CF             | 7  | Son Heung-min  |     |     |
| Substituições: |    |                |     |     |
| DF             | 14 | Hong Chul      |     | 46' |
| MF             | 13 | Son Jun-ho     |     | 46' |
| MF             | 8  | Paik Seung-ho  |     | 65' |
| MF             | 18 | Lee Kang-in    |     | 74' |
| FW             | 16 | Hwang Ui-jo    |     | 80' |
| Treinador:     |    |                |     |     |
| Paulo Bento    |    |                |     |     |

| Homem do Jogo: Neymar Bandeirinhas: Nicolas Danos Cyril Gringore Quarto árbitro: Slavko Vinčić Quinto árbitro: Tomaž Klančnik Árbitro assistente de vídeo: Jérôme Brisard Árbitros assistentes de árbitro de vídeo: Alejandro Hernández Hernández Roberto Díaz Pérez del Palomar Benoît Millot Anton Shchetinin |

## Quartas de final
O Brasil foi eliminado para a Croácia nas quartas de final da competição.
Neymar abriu o placar pouco antes do intervalo da prorrogação, quando recebeu a bola de volta de Lucas Paquetá antes de contornar o goleiro e chutar alto para a rede da direita. Bruno Petković empatou a três minutos do final com um chute desviado de pé esquerdo no canto esquerdo, foi o único chute da Croácia à baliza no jogo. Na disputa de pênaltis, a Croácia marcou os quatro pênaltis, enquanto o primeiro chutador do Brasil, Rodrygo, foi defendido por Dominik Livaković mergulhando para a esquerda e Marquinhos acertando o pênalti rasteiro no poste esquerdo, selando a eliminação.
Segundo Tostão, o Brasil perdeu o meio de campo: "Não gostei da substituição de Vinícius Júnior, que não se destacava porque o Brasil não tinha bola e porque ele não tinha a ajuda do lateral. Gostaram tanto dos pontas, que esqueceram do meio-campo e das jogadas ofensivas e das tabelas pelo centro, à exceção do belíssimo gol de Neymar, em tabela com Paquetá. Casemiro ficou sozinho no meio-campo, contra três croatas bons de bola, já que Paquetá avançava, os pontas estavam sempre abertos e Neymar é um meia-atacante. Tite não deveria ter abandonado a opção de colocar um meio-campista e adiantar Paquetá, para formar dupla com Neymar mais à frente." Zico: "O Brasil cometeu um erro muito grande em deixar o Modric muito solto, armando todo jogo, ele é o tipo de jogador que mesmo indo atrás buscar o jogo, tem que ir alguém atrás dele. O Brasil deixou ele muito solto, para jogar livre, você vê que quando o Neymar pegava a bola, ia todo mundo em cima, mesmo no campo do Brasil, e não fizeram isso com o Modric.". Juninho Paulista revelou ter se surpreendido com o meio de campo croata: "E aí eu falando a minha visão técnica, a Croácia nos surpreendeu no primeiro tempo ficando muito com a bola. Não deixando o Brasil ficar com a bola, e isso é uma coisa que irritava o Tite, a gente não ter a bola e a Croácia conseguiu controlar bem o jogo, principalmente no meio campo. Eles não ofereceram perigo, mas também não deixaram a gente oferecer perigo."
Críticas à substituição de Vinicius Júnior viralizaram nas redes sociais.  A decisão de Tite em escalar Neymar como último cobrador também foi criticada. Exaltado, Neto disparou: "Eu falei que era o Neymar para bater. A culpa é do Tite. O Neymar deixou de bater o pênalti! O maior batedor de pênalti do mundo, seu sem vergonha. Você não merece estar aí, deveria deixar o Neymar bater o pênalti agora. Porque não teria chance. Se o Neymar faz o gol, você ainda teria a chance de o Alisson pegar e, depois, o Marquinhos fazer. Seu burro, acaba com um país, país sofredor, em que as pessoas pagam R$ 300 por uma camisa". Tite apresentou uma queixa-crime contra o ex-jogador. Outra crítica ao treinador  foi por Tite ter deixado o gramado sem consolar os seus jogadores. Tite se defendeu: "Sou um cara mais reservado, e não é costume meu. Não é apenas na vitória, e nem apenas na derrota. Você viu eu comemorar em outras vitórias?" Dunga atacou: "Não sou crítico, mas acho o seguinte: ele falou que se preparou 8 ou 10 anos para vencer a Copa do Mundo e chegou no mesmo lugar que eu, que não tinha experiência."
O programa Fantástico da TV Globo fez a leitura labial de momentos marcantes do jogo válido pelas quartas de final da Copa do Mundo. Entre algumas passagens importantes, está a conversa de Neymar, que pediu para que o time segurasse a bola depois de ter aberto o placar na prorrogação: "Segura, não precisa de correria agora.".
Conforme o atacante argentino Papu Gómez, em entrevista ao canal DSports: "Tínhamos que nos trocar para aquecer, e estávamos todos assistindo aos pênaltis do jogo do Brasil (pois a Argentina, derrotando a Holanda nas quartas-de-final, enfrentaria o vencedor deste confronto nas semifinais). Dizíamos: ‘se o Brasil perde, (a Copa) é nossa’. Quando a Croácia se classificou, começamos a comemorar como se nós tivéssemos vencido".
A Croácia se classificou para a segunda semifinal consecutiva da Copa do Mundo e pela terceira vez na história, enquanto o Brasil saiu do torneio nas mãos de seleções europeias pela quinta vez consecutiva, tudo isso após a vitória na final da Copa do Mundo de 2002 contra a Alemanha, que continua sendo a última vitória na fase eliminatória contra adversários europeus. No mesmo período, o Brasil foi eliminado em todas as quatro quartas de final que disputou fora de casa, excluindo assim o torneio de 2014 que sediou. No entanto, eles foram eliminados por adversários europeus nas semifinais daquele ano, perdendo por 7 a 1 para a Alemanha.
| 9 de dezembro           | Croácia       | 1 – 1 (pro) | Brasil        | Estádio da Cidade da Educação, Al Rayyan    |
| 18:00 (UTC+3) Histórico | Petković 117' | Relatório   | Neymar 105+1' | Público: 43 893 Árbitro: ENG Michael Oliver |

|                           |       | Penalidades                       |  |
| Vlašić Majer Modrić Oršić | 4 – 2 | Rodrygo Casemiro Pedro Marquinhos |  |

| Croácia | Brasil |

| GK             | 1  | Dominik Livaković |      |      |
| RB             | 22 | Josip Juranović   |      |      |
| CB             | 6  | Dejan Lovren      |      |      |
| CB             | 20 | Joško Gvardiol    |      |      |
| LB             | 19 | Borna Sosa        |      | 110' |
| DM             | 11 | Marcelo Brozović  | 31'  | 114' |
| CM             | 10 | Luka Modrić       |      |      |
| CM             | 8  | Mateo Kovačić     |      | 106' |
| RF             | 15 | Mario Pašalić     |      | 72'  |
| CF             | 9  | Andrej Kramarić   |      | 72'  |
| LF             | 4  | Ivan Perišić      |      |      |
| Substituições: |    |                   |      |      |
| MF             | 13 | Nikola Vlašić     |      | 72'  |
| FW             | 16 | Bruno Petković    | 117' | 72'  |
| MF             | 7  | Lovro Majer       |      | 106' |
| FW             | 17 | Ante Budimir      |      | 110' |
| MF             | 18 | Mislav Oršić      |      | 114' |
| Treinador:     |    |                   |      |      |
| Zlatko Dalić   |    |                   |      |      |

| GK             | 1  | Alisson         |     |      |
| RB             | 14 | Éder Militão    |     | 106' |
| CB             | 4  | Marquinhos      | 77' |      |
| CB             | 3  | Thiago Silva    |     |      |
| LB             | 2  | Danilo          | 25' |      |
| CM             | 7  | Lucas Paquetá   |     | 106' |
| CM             | 5  | Casemiro        | 68' |      |
| RW             | 11 | Raphinha        |     | 56'  |
| AM             | 10 | Neymar          |     |      |
| LW             | 20 | Vinícius Júnior |     | 64'  |
| CF             | 9  | Richarlison     |     | 84'  |
| Substituições: |    |                 |     |      |
| FW             | 19 | Antony          |     | 56'  |
| FW             | 21 | Rodrygo         |     | 64'  |
| FW             | 25 | Pedro           |     | 84'  |
| DF             | 6  | Alex Sandro     |     | 106' |
| MF             | 8  | Fred            |     | 106' |
| Treinador:     |    |                 |     |      |
| Tite           |    |                 |     |      |

| Homem do Jogo: Dominik Livaković Bandeirinhas: Stuart Burt Gary Beswick Quarto árbitro: Mustapha Ghorbal Quinto árbitro: Abdelhak Etchiali Árbitro assistente de vídeo: Pol van Boekel Árbitros assistentes de árbitro de vídeo: Massimiliano Irrati Kathryn Nesbitt Juan Soto Redouane Jiyed Mokrane Gourari |

A classificação final é determinada através da fase em que a seleção alcançou e a sua pontuação, levando em conta os critérios de desempate.
| Pos.                            | Seleção | Gr | Pts | J | V | E | D | GP | GC | SG |
| ------------------------------- | ------- | -- | --- | - | - | - | - | -- | -- | -- |
| Eliminados nas quartas de final |         |    |     |   |   |   |   |    |    |    |
| 7                               | Brasil  | G  | 10  | 5 | 3 | 1 | 1 | 8  | 3  | +5 |

## Artilheiros
3 gols (1)
- BRA Richarlison

2 gols (1)
- BRA Neymar

1 gol (3)
- BRA Casemiro
- BRA Lucas Paquetá
- BRA Vinícius Júnior

## Assistências
Uma assistência é concedida para um passe que leva diretamente a um gol. Houve um total de 116 assistências (até o final das semifinais).
2 assistências (15)
- BRA Vinícius Júnior

1 assistência (4)
- BRA Lucas Paquetá
- BRA Neymar
- BRA Rodrygo
- BRA Thiago Silva

## Maiores Públicos
| Publico | Partida            | Local                      | Cidade | Data                   | Ref.   |
| ------- | ------------------ | -------------------------- | ------ | ---------------------- | ------ |
| 88 103  | Brasil vs Sérvia   | Estádio Nacional de Lusail | Lusail | 24 de Novembro de 2022 | [ 47 ] |
| 85 986  | Camarões vs Brasil | Estádio Nacional de Lusail | Lusail | 2 de Dezembro de 2022  | [ 48 ] |

### Homem do jogo
| Jogador     | Seleção | Adversário         | Prêmios |
| ----------- | ------- | ------------------ | ------- |
| Casemiro    | Brasil  | Suíça (1F)         | 1       |
| Neymar      | Brasil  | Coréia do Sul (OF) | 1       |
| Richarlison | Brasil  | Sérvia (1F)        | 1       |

### Jogos sem levar gol
| Jogador | Seleção | Adversário              | Nº jogos |
| ------- | ------- | ----------------------- | -------- |
| Alisson | Brasil  | Sérvia (1F), Suíça (1F) | 2        |

### Marcando em três Copas do Mundo
| Jogador       | 2014  | 2014             | 2018  | 2018     | 2022  | 2022     | Gols totais |
| Jogador       | Goals | Against          | Goals | Against  | Goals | Against  | Gols totais |
| ------------- | ----- | ---------------- | ----- | -------- | ----- | -------- | ----------- |
| Brasil Neymar | 4     | CRO (2), CMR (2) | 2     | CRC, MEX | 2     | KOR, CRO | 8           |